# مطار نابولي
مطار نابولي الدولي (إياتا: NAP، إيكاو: LIRN)(بالإيطالية: Aeroporto Internazionale di Napoli) هو مطار يخدم مدينة نابولي الإيطالية.

## شركات الطيران والوجهات
| شركـات طيـران                   | الوجهات |
| ------------------------------- | --- |
| طيران إيجيان                    | مطار أثينا الدولي |
| أير لينغس                       | موسمي: مطار دبلن الدولي |
| AeroItalia                      | موسمي: Forlì |
| العربية للطيران                 | مطار محمد الخامس الدولي |
| إير كايرو                       | مطار الغردقة الدولي، مطار شرم الشيخ الدولي |
| الخطوط الجوية الفرنسية          | مطار باريس شارل ديغول |
| طيران مالطا                     | موسمي: مطار مالطا الدولي |
| طيران صربيا                     | مطار نيكولا تسلا في بلغراد |
| طيران البلطيق                   | موسمي: مطار ريغا الدولي |
| AlbaStar                        | موسمي: مطار تراباني-بيرغي |
| الخطوط الجوية النمساوية         | مطار فيينا الدولي |
| الخطوط الجوية البريطانية        | مطار لندن هيثرو |
| خطوط بروكسل الجوية              | موسمي: مطار بروكسل الدولي |
| إيزي جيت                        | مطار سخيبول أمستردام، مطار أثينا الدولي، مطار برشلونة الدولي، مطار بازل - ميلوز - فريبورغ الأوروبي، مطار برلين براندنبرغ، مطار كاتانيا-فونتاناروسا، مطار إدنبرة، مطار جنيف الدولي، مطار غاتويك، مطار لندن لوتن، مطار ليون سانت إكسوبيري، مطار مالبينسا، مطار نيس كوت دازور، مطار باليرمو الدولي، مطار باريس أورلي، مطار شرم الشيخ الدولي، مطار بن غوريون الدولي، مطار تورينو موسمي: مطار برمينغهام، مطار بريستول، Cagliari، Corfu، مطار دوبروفنيك، Heraklion (تبدأ في 1 July 2023)، مطار إيبيزا، Kefalonia، Kos، مطار لامبيدوزا (تبدأ في 27 يونيو 2023)، مطار مالطا الدولي، مطار مانشستر، Menorca، مطار ميونخ الدولي (تبدأ في 28 يونيو 2023)، مطار ميكونوس، Olbia، مطار ميورقة، مطار باريس شارل ديغول، مطار بورتو الدولي، Pula (تبدأ في 26 يونيو 2023)، Rhodes، مطار سانتوريني (ثيرا) الوطني، مطار سكياثوس الدولي، مطار سبليت، مطار تينيريفي الجنوبي، مطار زيورخ الدولي |
| يورو وينجز                      | مطار دوسلدورف الدولي، مطار شتوتغارت الدولي موسمي: مطار كولونيا بون الدولي، مطار هامبورغ |
| فين إير                         | موسمي: مطار هلسنكي فانتا |
| فلاي دبي                        | مطار دبي الدولي |
| Iberia Express                  | مطار مدريد باراخاس الدولي |
| إيتا (شركة طيران)               | مطار ليناتي، مطار ليوناردو دا فينشي |
| جيت تو دوت كوم                  | موسمي: مطار برمينغهام، مطار بريستول، East Midlands ‏، مطار إدنبرة، مطار غلاسكو الدولي، Leeds/Bradford، مطار لندن ستانستد، مطار مانشستر |
| الخطوط الجوية الملكية الهولندية | مطار سخيبول أمستردام |
| لوفتهانزا                       | مطار فرانكفورت، مطار ميونخ الدولي |
| لوكس إير                        | مطار لوكسمبورغ |
| آير شاتل النرويجية              | موسمي: مطار كوبنهاغن (تبدأ في 22 يونيو 2023)، مطار أوسلو-غاردرموين |
| People's                        | موسمي: St. Gallen/Altenrhein ‏ |
| الخطوط الملكية المغربية         | مطار محمد الخامس الدولي |
| رايان إير                       | Alghero، مطار برشلونة الدولي، مطار بوفيه - تيه، مطار أوريو أل سيريو، مطار هنري كواندا الدولي، مطار بودابست فرانز ليست الدولي، Cagliari، مطار كاتانيا-فونتاناروسا، مطار بروكسل شارلروا الجنوب، مطار دبلن الدولي، مطار جنوة كريستوفورو كولومبو، مطار كراكوف، مطار لشبونة، مطار لندن لوتن، مطار لندن ستانستد، مطار مدريد باراخاس الدولي، مطار مالقة الدولي، مطار مالطا الدولي، مطار مانشستر، مطار مراكش المنارة الدولي، مطار مارسيليا، مطار ميمينجين، مطار مالبينسا، مطار نورمبرغ، مطار باليرمو الدولي، مطار ميورقة، مطار فاكلاف هافيل الدولي، مطار إشبيلية، مطار صوفيا، مطار بن غوريون الدولي، مطار تينيريفي الجنوبي، مطار تولوز بلانياك، مطار تراباني-بيرغي، Trieste، مطار تورينو، مطار بلنسية، مطار البندقية ماركو بولو، Verona، مطار فيينا الدولي، مطار وارسو مودلين، مطار فروتسواف، مطار زغرب موسمي: مطار بوردو ميرينياك، مطار خانية الدولي ‏، مطار كوبنهاغن، Corfu، مطار إدنبرة، مطار آيندهوفن، مطار غدانسك ليخ فاونسا، مطار كاوناس، Menorca، مطار ميكونوس، Paphos، Rhodes، مطار سانتوريني (ثيرا) الوطني، Shannon، Thessaloniki، مطار زاكينثوس الدولي ‏ |
| الخطوط الجوية الإسكندنافية      | موسمي: مطار كوبنهاغن، مطار ستوكهولم أرلاندا |
| خطوط ترافل سيرفس الجوية         | موسمي عارض: مطار فاكلاف هافيل الدولي |
| Sun d'Or                        | موسمي: مطار بن غوريون الدولي |
| الخطوط الجوية الدولية السويسرية | مطار زيورخ الدولي |
| تاب برتغال                      | موسمي: مطار لشبونة |
| ترانسافيا                       | مطار سخيبول أمستردام، مطار باريس أورلي |
| توي للطيران                     | موسمي: مطار برمينغهام، مطار بريستول، East Midlands ‏، مطار غلاسكو الدولي، مطار غاتويك، مطار مانشستر، مطار نيوكاسل |
| الخطوط التونسية السريعة         | مطار تونس قرطاج الدولي |
| الخطوط الجوية التركية           | مطار إسطنبول الدولي |
| الخطوط الجوية المتحدة           | موسمي: مطار نيوآرك ليبرتي الدولي |
| فولوتيا                         | Cagliari، مطار كاتانيا-فونتاناروسا، مطار جنوة كريستوفورو كولومبو، مطار باليرمو الدولي، مطار تورينو، مطار البندقية ماركو بولو موسمي: Aalborg، مطار بلباو، Heraklion، Karpathos، Kefalonia، مطار لامبيدوزا، Lourdes، مطار ميكونوس، مطار نانت، Olbia، مطار بانتيليريا، Preveza/Lefkada، Rhodes، مطار سانتوريني (ثيرا) الوطني، مطار سكياثوس الدولي، مطار زاكينثوس الدولي ‏ |
| خطوط فيولينغ الجوية             | مطار برشلونة الدولي |
| ويز للطيران                     | مطار أبو ظبي الدولي، مطار هنري كواندا الدولي، مطار بودابست فرانز ليست الدولي، مطار كلوج نابوكا الدولي، مطار كاتوفيتشي، مطار غاتويك، مطار ليناتي، مطار فاكلاف هافيل الدولي، مطار الملك خالد الدولي، مطار شرم الشيخ الدولي، مطار صوفيا، مطار بن غوريون الدولي، مطار تيرانا الدولي، مطار تورينو، مطار البندقية ماركو بولو، مطار فيينا الدولي، مطار وارسو فريدريك شوبان موسمي: Corfu، مطار إيبيزا، مطار ميكونوس، مطار سانتوريني (ثيرا) الوطني، مطار سكياثوس الدولي |